# ExcelStor Technology

Logo

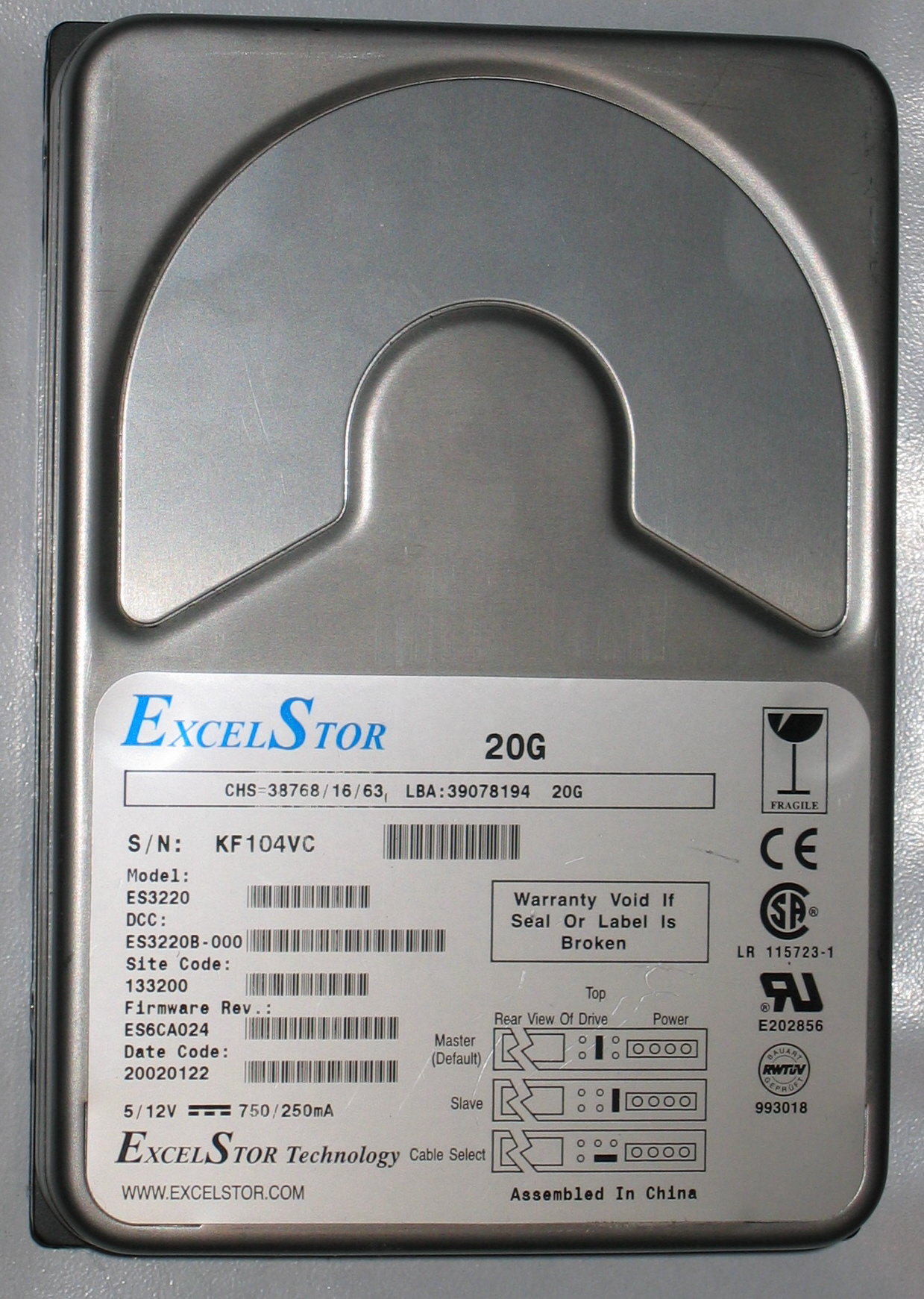
Disco duro ExcelStor ES3220, de sólo 20 GB de capacidad de almacenamiento.

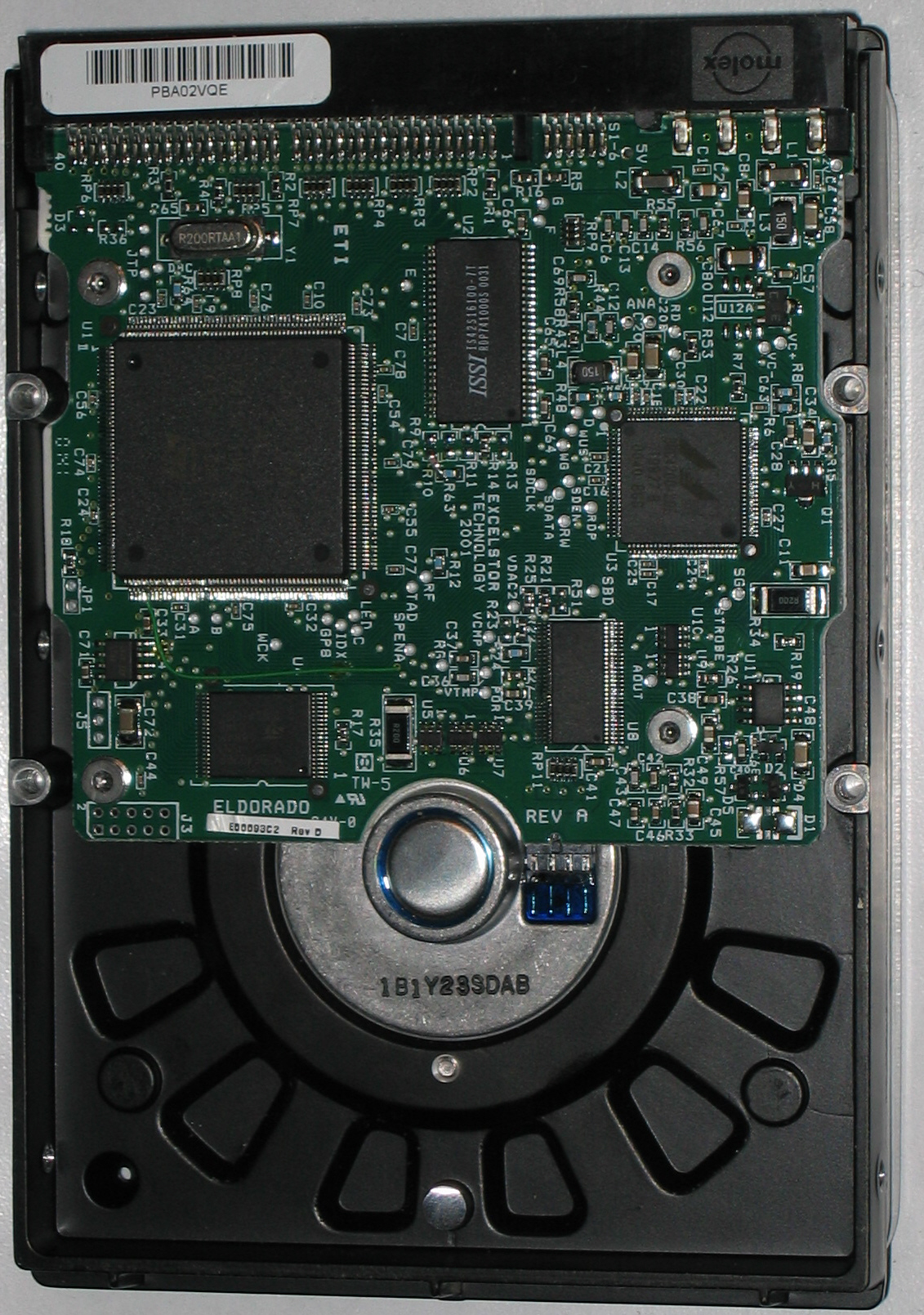
ExcelStor ES3220 vista de placa lógica

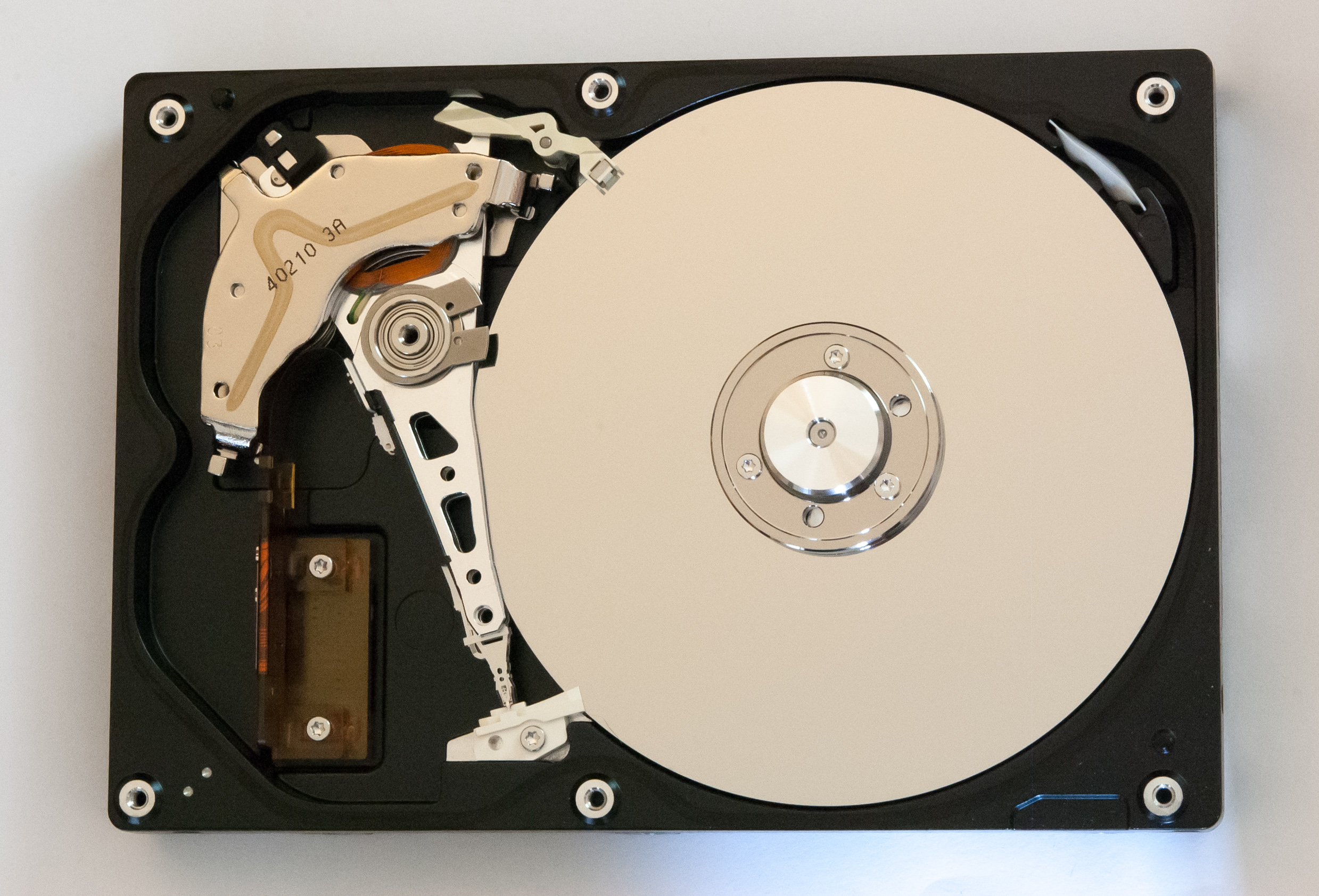
Mecanismo de un disco duro ExcelStor de 80 GB fabricado en 2004

ExcelStor Technology (en chino, 易拓科技) era un fabricante chino de discos duros con sede y fábrica en la gran urbe china de Shenzhen (al sur de la provincia de Cantón y cerca de la RAE de Hong Kong). Fue fundada en el año 2000 y poco después adquirió el fabricante estadounidense de discos duros Conner Peripherals en bancarrota, sus productos y su fábrica. Por ello, el centro de  investigación y desarrollo (I+D) de ExcelStor se ubicó en Longmont, Colorado, Estados Unidos. La empresa es en parte propiedad de Shenzhen Kaifa Technology, cuyo principal accionista es China Great Wall Computer Group Co. ExcelStor no ha estado presente en el mercado de discos duros desde alrededor de 2010/2011
La compañía es parcialmente poseída por Shenzhen Kaifa Technology, de la cual el principal accionista es China Great Wall Computer Group Co. En 2002 ExcelStor firmó un acuerdo con la corporación estadounidense International Business Machines (IBM) para fabricar y vender la versión de 40 gigabytes de la serie de discos duros Deskstar 120GXP bajo su propio nombre comercial de ExcelStor. No obstante, IBM también siguió comercializando estas unidades bajo su propia marca. Además de las unidades regulares, la compañía también produjo modelos con características de firmware inusuales, como administración de arranque múltiple y funciones de copia de seguridad y restauración.
En 2003, después que la empresa japonesa Hitachi comprase la división de discos duros de IBM por unos 2.050 millones de dólares y la renombrase como Hitachi Global Storage Technologies (HGST), el acuerdo fue extendido para incluir las unidades de 40 GB y de 80 GB de la entonces nueva serie Hitachi DeskStar 7K250.

Desde 2004 ExcelStor ha fabricado algunos de los productos de Iomega, incluyendo su serie REV.
En 2007 la empresa estadounidense Iomega, también dedicada a la producción de unidades de almacenamiento informático, anunció que adquiriría a ExcelStor mediante un intercambio de acciones (stock swap) valuado en aproximadamente 315 millones de dólares estadounidenses., valuación de la adquisición de Iomega basándose en los activos financieros de esta última en diciembre de 2007. No obstante, el acuerdo terminó cayendo y la propia Iomega tuvo que pagar 7,5 millones de dólares en 2008 para poder rescindir su contrato con ExcelStor, ya que por su parte la misma estaba siendo adquirida por EMC Corporation.
En 2007 Excelstor despidió a 20 de sus 28 empleados de su centro de investigación y desarrollo de la localidad estadounidense de Longmont.

## Nota y referencias
1. ↑  «Groundbreaking IBM/Great Wall Deal to Accelerate Information Technology Growth in China. Subsidiary of Great Wall Technology To Produce IBM Hard Disk Drives in Sweeping Technology, Manufacturing and Distribution Agreement» (en inglés). Archivado desde el original el 5 de junio de 2011. Consultado el 27 de junio de 2021.
2. ↑  Tang, Jimmy. «ExcelStor GStor Plus GP1080». HardwareZone (en inglés). Archivado desde el original el 12 de diciembre de 2006. Consultado el 27 de junio de 2021.
3. ↑  «HITACHI AND GREAT WALL TECHNOLOGY STRIKE EXTENSIVE HARD DISK DRIVE MANUFACTURING AGREEMENT» (en chino). 20041207213401. Archivado desde 2003 el original el 7 de diciembre de 2004. Consultado el 27 de junio de 2021.
4. ↑  «Iomega® Enters Definitive Agreement to Acquire ExcelStor Group» (en Iomega). 12 de diciembre de 2007. Archivado desde el original el 15 de octubre de 2012. Consultado el 27 de junio de 2021., en cuyo tercer párrafo o parágrafo describe su entonces relación con ExcelStor
5. ↑  «Iomega Buys Chinese Drive Maker ExcelStor» (en inglés). Archivado desde el original el 31 de mayo de 2008. Consultado el 27 de junio de 2021.
6. ↑  «Iomega Announces Termination of Share Purchase Agreement With ExcelStor Entities». Archivado desde el original el 24 de julio de 2008. Consultado el 27 de junio de 2021.
7. ↑  «Jobs cut at ExcelStor in Longmont». Boulder County Business Report (en inglés). 20120215235259. Archivado desde el original el 15 de febrero de 2012. Consultado el 27 de junio de 2021.